# ビエレ・アルバトロシー
ビエレ・アルバトロシー（スロバキア語: Biele Albatrosy）は、かつてチェコスロバキア空軍/スロバキア空軍に存在したデモンストレーションチームである。チーム名は、白く塗装された使用機 L-39 アルバトロス練習機に由来する。

## 概要
1980年代後期、チェコスロバキア空軍内部でアクロバットチームの創設が検討されはじめた。空軍は1990年11月27日から、コシツェ航空基地の第2訓練航空連隊の操縦士を基幹としてチームの創設に向けて準備を進めることとなり、1991年初頭にはチームの編成を終えた。チーム初の展示飛行は1991年8月3日にボルコーツェ飛行場で開催された9th World Parachuting Championshipsで、このときは3機のL-39Cで会場上空のフライパスだけを行った。チームの元メンバーは、この日をビエレ・アルバトロシーの誕生日としている（後述）。この展示飛行後、コシツェ航空基地の設備強化工事に備え、チームはプルジェロフ航空基地へ移動した。
1992年、チームは6機のL-39Cにより初のアクロバット飛行をモラヴィア・スレスコ航空ショーで行った。チェコスロバキアは1993年1月1日にチェコとスロバキアに分離することとなったが、チームはスロバキアの所属となった。チームは1993年から積極的に国外の航空ショーにも出場しはじめ、1995年にはソロ演技のための7番機がチームに加えられた。
1996年7月17日、チームの訓練中に2番機と6番機が空中で接触事故を起こした。2番機は墜落して失われ6番機は不時着したが、両機の操縦士は脱出に成功し、6番機は修復されてチームに復帰した。1997年、コシツェ航空基地の工事が完了し、チームは同基地に復帰した。
2000年6月3日、スリアチュ航空ショーでの演技中に3番機が地上に激突し、操縦士1名が死亡した。2001年、チームの機数は5機に減らされた。
2004年4月15日、チームはコシツェ航空基地での展示飛行を最後に解散した。ただし、チームの塗装を施したL-39各型が2005年8月に開催されたラドム航空ショー（pl:Radom Air Show）にビエレ・アルバトロシー名義で8機出場するなど、その都度機数を増減させながらヨーロッパ各地の航空ショーに出場し続けた。
2011年8月3日、ビエレ・アルバトロシーの誕生日を祝してチームの元メンバーが集まり、「ビエレ・アルバトロシーが地上に降りた」ことを宣言した。

## 画像集

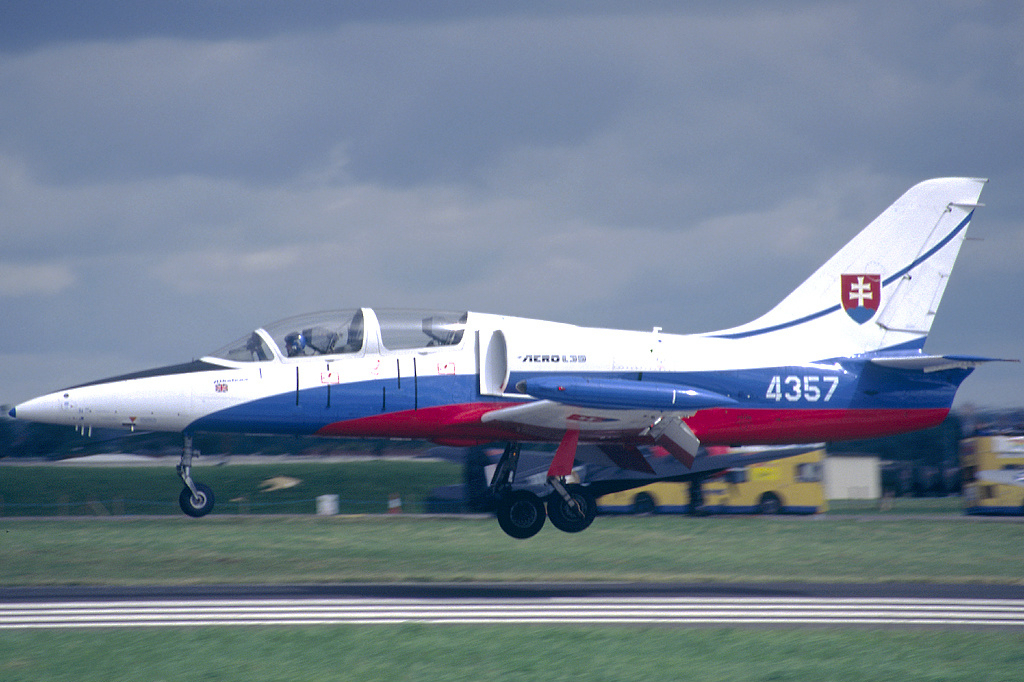
1993年7月、フェアフォード空軍基地に着陸するチーム所属のL-39C #4357。
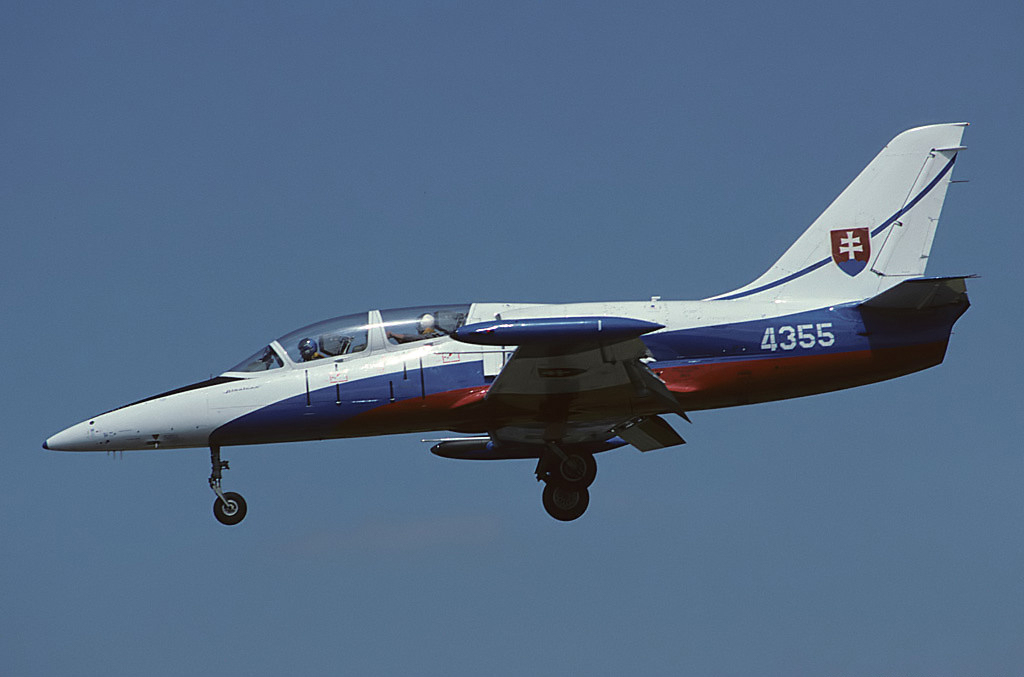
1994年7月、フェアフォード空軍基地で開催されたRIAT1994会場上空を飛行するチーム所属のL-39C #4355。
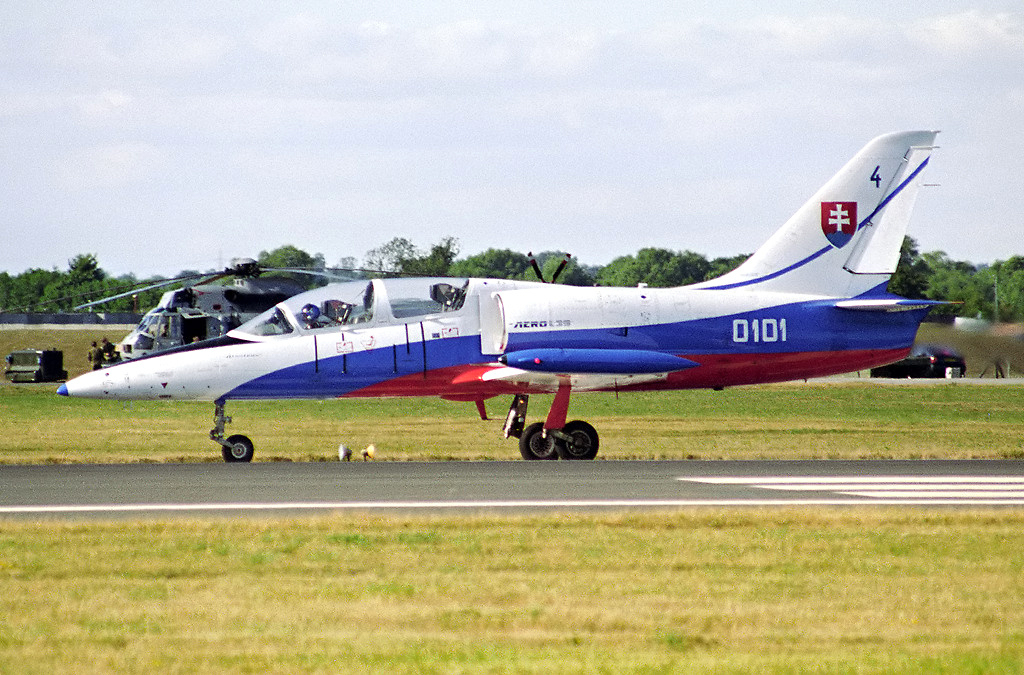
1995年7月、フェアフォード空軍基地で開催されたRIAT1995会場でのチーム所属のL-39C #0101。
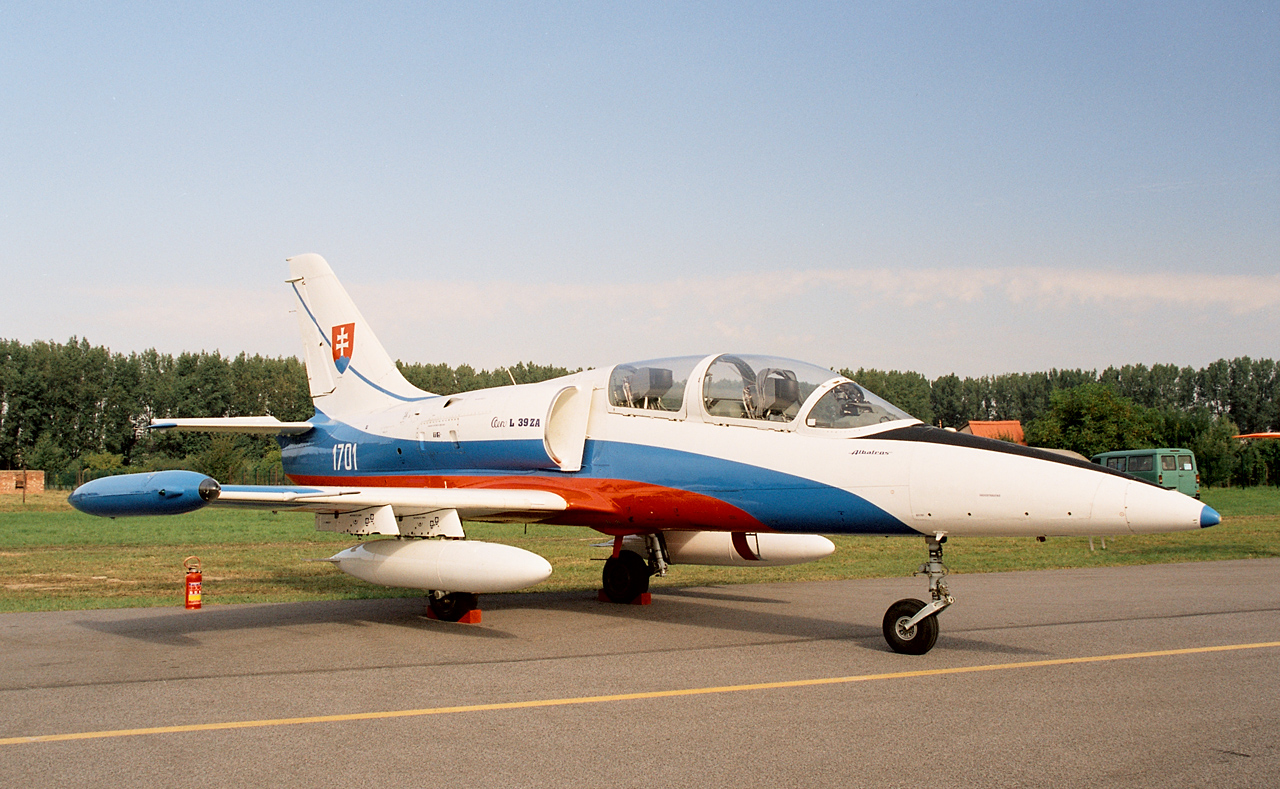
2005年8月28日、ラドム航空ショー会場でのL-39ZA #1701。
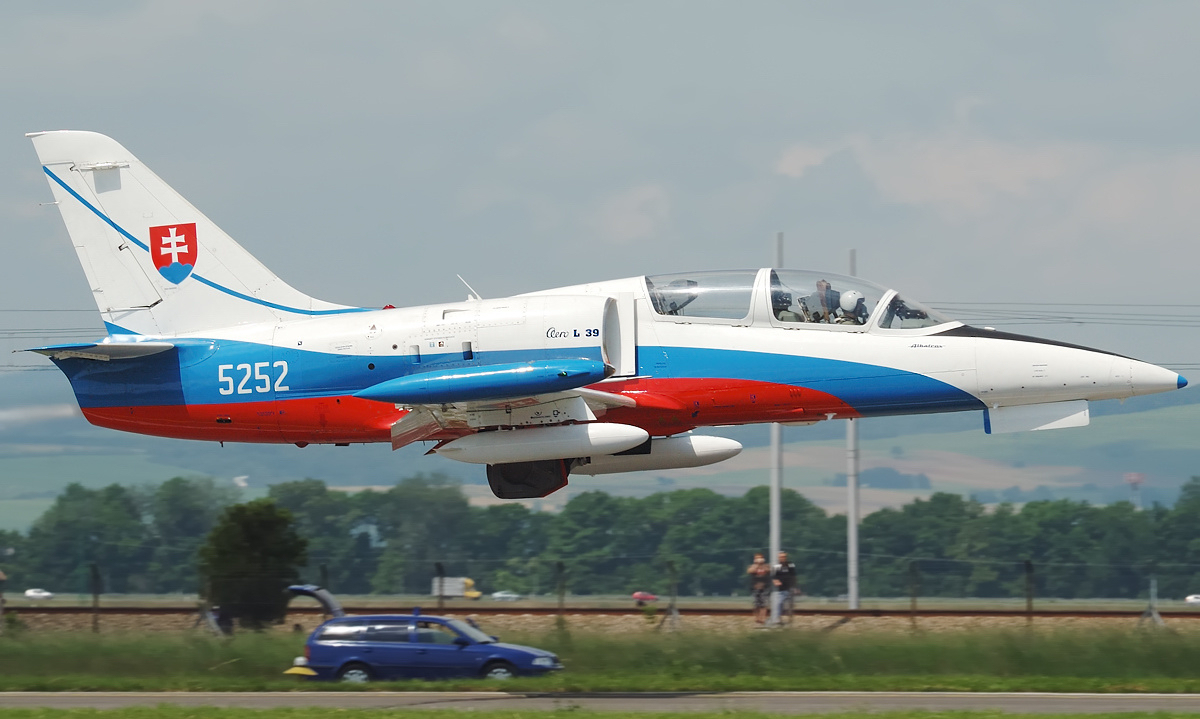
2010年5月29日、ピエシュチャニ航空基地を離陸するL-39CM #5252。